# Clásica 1° de Mayo
La Clásica 1° de Mayo est une course cycliste argentine disputée le 1er mai autour de la ville de Salta, dans la province du même nom. Cette compétition est créée en 1931 par un groupe de passionnés de cyclisme, pour commémorer la journée internationale des travailleurs en Argentine. Elle demeure encore aujourd'hui l'un des plus anciennes courses cyclistes du pays.
L'édition 2020 est annulée en raison du contexte sanitaire lié à la pandémie de Covid-19.

## Palmarès

### Élites Hommes
| Année     | Vainqueur           | Deuxième             | Troisième        |
| --------- | ------------------- | -------------------- | ---------------- |
| 1931      | Julio Palacios      |                      |                  |
| 1932      | José Casares        |                      |                  |
| 1933      | José Casares        |                      |                  |
| 1934      | José Hoyos          |                      |                  |
| 1935      | Cecilio Lobos       |                      |                  |
| 1936      | Pablo Aguirre       |                      |                  |
| 1937-1938 | ?                   | ?                    | ?                |
| 1939      | Miguel Resina       |                      |                  |
| 1940      | José A. Lorenzo     |                      |                  |
| 1941      | Reinaldo de Lucía   |                      |                  |
| 1942-1943 | ?                   | ?                    | ?                |
| 1944      | Juan Skirianos      |                      |                  |
| 1945      | Osvaldo Postigo     |                      |                  |
| 1946      | Ricardo Sayes       |                      |                  |
| 1947      | José Ardiles        |                      |                  |
| 1948      | José Ardiles        |                      |                  |
| 1949      | José Ardiles        |                      |                  |
| 1950      | Ricardo Sayes       |                      |                  |
| 1951      | Benjamin Simoliuna  |                      |                  |
| 1952      | Alberto Balsac      |                      |                  |
| 1953      | Alberto Balsac      |                      |                  |
| 1954      | Sergio Gallo        |                      |                  |
| 1955      | Juan Carlos Arias   |                      |                  |
| 1956      | Ricardo Sayes       |                      |                  |
| 1957      | Marcos Rosas        |                      |                  |
| 1958      | Néstor Zuccon       |                      |                  |
| 1959      | Humberto Benacchio  |                      |                  |
| 1960      | Guillaume Fernández |                      |                  |
| 1961      | Guillaume Fernández |                      |                  |
| 1962      | Sergio Gallo        |                      |                  |
| 1963      | Jesús Vázquez       |                      |                  |
| 1964      | Humberto Rodríguez  |                      |                  |
| 1965      | Jesús Vázquez       |                      |                  |
| 1966      | Orlando Quirós      |                      |                  |
| 1967      | Manuel Olivares     |                      |                  |
| 1968      | Manuel Olivares     |                      |                  |
| 1969      | Juan Toledo         |                      |                  |
| 1970      | Carlos Bernardo     |                      |                  |
| 1971      | Juan Machaca        |                      |                  |
| 1972      | Dante de la Fuente  |                      |                  |
| 1973      | Rento Zannler       |                      |                  |
| 1974      | Argentino Ramírez   |                      |                  |
| 1975      | Víctor Barrios      |                      |                  |
| 1976      | Víctor Barrios      |                      |                  |
| 1977      | Bernardino Urbina   |                      |                  |
| 1978      | Antonio Doric       |                      |                  |
| 1979      | Antonio Doric       |                      |                  |
| 1980      | Antonio Doric       |                      |                  |
| 1981      | Antonio Doric       |                      |                  |
| 1982      | Víctor Barrios      |                      |                  |
| 1983      | José Ruschansky     |                      |                  |
| 1984      | Guillermo Villalba  |                      |                  |
| 1985      | Víctor Barrios      |                      |                  |
| 1986      | Sergio Paz          |                      |                  |
| 1987      | Víctor Campos       |                      |                  |
| 1988      | Víctor Campos       |                      |                  |
| 1989      | Tomás Sayes         |                      |                  |
| 1990      | Fernando Alcocer    |                      |                  |
| 1991      | Víctor Ordóñez      |                      |                  |
| 1992      | Víctor Ordóñez      |                      |                  |
| 1993      | Víctor Ordóñez      |                      |                  |
| 1994      | Diego Pérez         |                      |                  |
| 1995      | Gustavo Pardo       |                      |                  |
| 1996      | Marcelo Agüero      |                      |                  |
| 1997      | Fabián Tapia        |                      |                  |
| 1998      | Daniel Mosler       |                      |                  |
| 1999      | Gonzalo García      |                      |                  |
| 2000      | Mario Castro        |                      |                  |
| 2001      | Gustavo Toledo      |                      |                  |
| 2002      | Ignacio Gili (en)   |                      |                  |
| 2003-2005 | ?                   | ?                    | ?                |
| 2006      | Alejandro Rey       | Juan Bautista Sigura | Guido Bordese    |
| 2007      | Fernando Antogna    | Juan Curuchet        | Cristian Clavero |
| 2008      | Matías Médici       | Armando Borrajo (de) | Walter Pérez     |
| 2009      | Richard Mascarañas  | Javier Salas         | Diego Simiane    |
| 2010      | Ricardo Escuela     | Cristian Clavero     | Javier Salas     |
| 2011      | Matías Médici       | Laureano Rosas       | Angelo Ciccone   |
| 2012      | Román Mastrángelo   | Diego Simiane        | Ignacio Pereyra  |
| 2013      | Sergio Godoy        | Cristian Ranquehue   | Gonzalo Garrido  |
| 2014      | Elías Pereyra       | Gabriel Juárez       | Federico López   |
| 2015      | Daniel Juárez       | Sebastián Tolosa     | Nicolás Tivani   |
| 2016      | Adrián Richeze      | Mauro Abel Richeze   | Ariel Sívori     |
| 2017      | Mauro Abel Richeze  | Adrián Richeze       | Cristian Clavero |
| 2018      | Agustín Fraysse     | Alejandro Durán      | Daniel Juárez    |
| 2019      | Nicolás Tivani      | Federico López       | Lucas Gaday      |
| 2020      | annulé              | annulé               | annulé           |
| 2021      | Federico López      | Nicolás Tivani       | Sergio Fredes    |
| 2022      | Daniel Díaz         | Roderyck Asconeguy   | Isaías Abú       |
| 2023      | José Manuel Aramayo | Daniel Juárez        | Enrique Estévez  |
| 2024      | Leandro Velardez    | Matías Médici        | Christian Moyano |
| 2025      | Lucas Gaday         | Nahuel Méndez        | Gerardo Tivani   |

### Femmes
| Année | Vainqueur             | Deuxième            | Troisième          |
| ----- | --------------------- | ------------------- | ------------------ |
| 2010  | Daniela Sánchez       |                     |                    |
| 2012  | Valeria Pintos        | Noelia Carabajal    | Belén Buena        |
| 2013  | Paola Muñoz           | Karla Vallejos      | Natasha Jaworski   |
| 2014  | Valeria Pintos        | Graciela Zárate     | Estafnía Pilz      |
| 2015  | Mercedes Fadiga       | Maribel Aguirre     | Alejandra Prezioso |
| 2016  | Cristina Greve        | Maribel Aguirre     | Fernanda Yapura    |
| 2017  | Maribel Aguirre       | Anabel Ruiz         | Mercedes Fadiga    |
| 2018  | Carolina Pérez        | Carolina Turienzo   | Mariela Delgado    |
| 2019  | Fiorella Malaspina    | Maribel Aguirre     | Anabel Ruíz        |
| 2020  | annulé                | annulé              | annulé             |
| 2021  | Maribel Aguirre       | Sofía Martinelli    | Carolina Maldonado |
| 2022  | Fabiana Granizal (en) | Cristina Greve (en) | Antonella Leonardi |
| 2023  | Sabrina Bernal        |                     |                    |
| 2024  | Claudia Maldonado     |                     |                    |
| 2025  | Ludmila Aguirre       | María Valori        | Julieta Benedetti  |

### Juniors
| Année | Vainqueur         | Deuxième         | Troisième           |
| ----- | ----------------- | ---------------- | ------------------- |
| 2009  | Gastón Trillini   | Carlos Carrasco  | Diego Pagés         |
| 2011  | Federico López    | Gastón Javier    | Federico Flores     |
| 2012  | Gerardo Atencio   |                  |                     |
| 2013  | Nicolás Sosa      |                  |                     |
| 2014  | Nicolás Sosa      | Santiago Yeri    | Mario Vargas        |
| 2015  | Mario Vargas      | Gustavo Sarapura | Juan Salas          |
| 2016  | Nicolás Anauati   | Marcos Méndez    | Leonardo Cobarrubia |
| 2017  | Tomás Loscalzo    | Omar Vilanueva   | Gonzalo Gómez       |
| 2018  | Federico Guttlein | Rubén Urquiza    | Renzo Obando        |
| 2019  | Federico Gómez    | Rodrigo Díaz     | Rubén Urquiza       |
| 2023  | Facundo Ambrossi  |                  |                     |
| 2024  | Facundo Tivani    |                  |                     |
| 2025  | Uriel Morán       |                  |                     |